# Богољуб Боба Јовановић
Богољуб Боба Јовановић (Београд, 11. јул 1924. — Београд, 20. април 2021.) био је српски академски сликар.

## Биографија
Богољубов отац Драгослав Јовановић био је професор Правног факултета и ректор Београдског универзитета.
Богољуб Боба Јовановић је 1949. дипломирао на Ликовној академији у Београду, где су му професори били Михаило Петров, Иван Табаковић, Марко Челебоновић, Недељко Гвозденовић и Коста Хакман.
Јовановић је 1954. отишао у Париз, а затим 1960. у Њујорк. У Београд се вратио 1982. Имао је три капиталне самосталне изложбе, две 1953. у Галерији УЛУС и Галерији Графичког колектива и 2006. у потоњој галерији.
Добио је награду „Стојан Ћелић” 2014.

## Уметничко дело
Током школовања Јовановић је урадио бројне студије у реалистичком стилу, живе у изразу и прожете експресионизмом. Тада је цртао и сликао бројне портрете, аутопортрете и актове у тушу, оловци, гвашу, пастелу, темпери и уљу. У ранијем стваралачком раздобљу, Јовановић је сликао драматичне фигуративне композиције симболичког значења, попут евокација народних пословица. У својим новијим делима израз је сводио на богато ритмоване, колористички истанчане игре површина и боја.
У Београду је привукао пажњу критике са цртежима из серије "Мађионичари" и "Пословице", изложеним 1953. Током боравка у Паризу је сликао радикално апстрактно. Од тих слика сачувана је само "К-55", излагана као једна од најважнијих слика тог стила у више сталних поставки Музеја савремене уметности у Београду. Јовановић је био интелектуалац високих критеријума, веома осетљива и сензибилна особа, па је уз егзистенцијалну борбу за опстанак у Паризу наставио да слика поетски блиско апстрактном експресионизму. Нефигуративно сликарство је више одраз нашег унутрашњег осећања него неких спољашњих догађаја, изјавио је једном. Није волео да има ауторитете иза себе, а његов осећај је био да Париз није нека радионица, он је више као берза на којој се сликари рангирају.
Јовановић је 2006., после 53 године, поново излагао самостално, у Графичком колективу, сада радове настале шездесетих и седамдесетих година у Њујорку. Субверзивни тон ових надреалних, гротескних и готово карикатуралних човеколиких физиономија представља идејни континуитет са раним цртежима из педесетих година. У историографији његово дело се везује за претече фантастичног сликарства али у новијим изворима и као јединствена визија арт-брута педесетих у Србији. Тематском концепту урбаних визура аутор транспонује персоналне визије у засићени призор-фрагмент-ситуација, а атмосфера фантастичног, загонетног и ироничног део су осетљивог карактера и сензибилитета овог хомо луденса.